# Nika Prevc
Nika Prevc, née le 15 mars 2005 à Kranj, est une sauteuse à ski slovène.
Elle détient l'actuel record de saut en vol à ski féminin : 236 mètres établit le 13 mars 2025.

## Biographie
Ses frères Peter, Cene et Domen sont également des sauteurs à ski.

## Carrière
Victorieuse à sept reprises durant la saison, elle remporte le gros globe de la Coupe du monde de saut à ski 2023-2024.
Lors des Championnats du monde 2025, elle est sacrée championne du monde sur le petit tremplin et sur le grand tremplin.
Elle remporte le gros globe de la Coupe du monde de saut à ski 2024-2025 au terme d'une saison où elle signe quinze victoires.

## Palmarès

### Championnats du monde
| Épreuve / Édition  | Planica 2023 | Trondheim 2025 |
| Petit tremplin     | 17e          | Or             |
| Grand tremplin     | 40e          | Or             |
| Par équipes        | 4e           | 4e             |
| Par équipes mixtes | —            | Argent         |

Légende :
- : première place, médaille d'or
- — : Nika Prevc n'a pas participé à cette épreuve

### Coupe du monde
- 2 gros globe de cristal en 2024 et 2025.
- 30 podiums individuels : 22 victoires, 5 deuxièmes places et 5 troisièmes places.
- 1 podium en Super Team : 1 victoire.

#### Victoires individuelles
| Année     | Lieu | Total |
| 2023-2024 | Engelberg (Suisse) Garmisch-Partenkirchen (Allemagne) Villach (Autriche) x2 Zao (Japon) Ljubno (Slovénie) Trondheim (Norvège) | 7     |
| 2024-2025 | Lillehammer (Norvège) Engelberg (Suisse) Garmisch-Partenkirchen (Allemagne) Oberstdorf (Allemagne) Zao (Japon) Lake Placid (États-Unis) x2 Ljubno (Slovénie) x2 Hinzenbach (Autriche) x2 Oslo (Norvège) Vikersund (Norvège) Lahti (Finlande) x2 | 15    |

#### Classements en Coupe du monde
| Année     | Classement général final |
| 2021-2022 | 22e                      |
| 2022-2023 | 19e                      |
| 2023-2024 | 1re                      |
| 2024-2025 | 1re                      |